# Rubén Cárdenas
Rubén Cárdenas Valtierra es un futbolista mexicano retirado, que jugó en las posiciones de mediocampista de ataque y defensa. Era apodado El Totol (Pavo).

## Clubes
| Club             | País   | Año       |
| ---------------- | ------ | --------- |
| Puebla F.C.      | México | 1973-1974 |
| C.D. Guadalajara | México | 1974-1978 |
| Club América     | México | 1978-1979 |
| C.D. Guadalajara | México | 1979-1982 |

## Palmarés

### Títulos internacionales
| Título                                | Club   | País              | Año  |
| ------------------------------------- | ------ | ----------------- | ---- |
| Campeonato de Naciones de la Concacaf | México | Trinidad y Tobago | 1971 |